# Jay Rosehill
Jay Rosehill (né le 16 juillet 1985 à Olds, dans l'Alberta au Canada) est un joueur professionnel canadien de hockey sur glace évoluant au poste de défenseur ou d'ailier gauche.

## Biographie
Au terme de sa première saison avec Grizzlys d'Olds dans la Ligue de hockey junior de l'Alberta, Jay Rosehill a été sélectionné au 227e rang du septième tour par le Lightning de Tampa Bay lors du repêchage d'entrée de 2003 dans la Ligue nationale de hockey. Il jouera une autre saison avec les Grizzlys avant de rejoindre les Bulldogs de Minnesota-Duluth du championnat universitaire de la NCAA.
Il fait ses débuts professionnels lors de la saison 2005-2006 alors qu'il joue pour les Chiefs de Johnstown (ECHL)  et les Falcons de Springfield (LAH), tous deux associés au Lightning.
Le 10 mars 2009, le Lightning l'échange aux Maple Leafs de Toronto en retour de considérations futurs.
En 2009-2010, il reçoit une place avec les Maple Leafs et lors de son troisième match contre les Penguins de Pittsburgh, il marque son premier but malgré la défaite 5-2.
Le 30 juin 2011, il signe une prolongation de contrat d'un an à un volet avec les Maple Leafs, le contrat lui permettant de jouer que dans la LNH. En 31 matchs, il ne récolte pas le moindre point et même vers le mois de février, il est mis en ballotage pour être ensuite assigné aux Marlies de Toronto de la LAH.

## Statistiques
| Saison     | Équipe                       | Ligue      |     | Saison régulière | Saison régulière | Saison régulière | Saison régulière | Saison régulière |   | Séries éliminatoires | Séries éliminatoires | Séries éliminatoires | Séries éliminatoires | Séries éliminatoires |
| Saison     | Équipe                       | Ligue      | PJ  | B                | A                | Pts              | Pun              | PJ               | B | A                    | Pts                  | Pun                  |                      |                      |
| 2002-2003  | Grizzlys d'Olds              | LHJA       | 49  | 4                | 1                | 5                | 204              | -                | - | -                    | -                    | -                    |                      |                      |
| 2003-2004  | Grizzlys d'Olds              | LHJA       | 42  | 4                | 12               | 16               | 172              | 12               | 2 | 2                    | 4                    | -                    |                      |                      |
| 2004-2005  | Bulldogs de Minnesota-Duluth | NCAA       | 34  | 0                | 5                | 5                | 103              | -                | - | -                    | -                    | -                    |                      |                      |
| 2005-2006  | Chiefs de Johnstown          | ECHL       | 5   | 0                | 0                | 0                | 13               | 5                | 0 | 0                    | 0                    | 4                    |                      |                      |
| 2005-2006  | Falcons de Springfield       | LAH        | 45  | 1                | 1                | 2                | 68               | -                | - | -                    | -                    | -                    |                      |                      |
| 2006-2007  | Falcons de Springfield       | LAH        | 64  | 0                | 6                | 6                | 85               | -                | - | -                    | -                    | -                    |                      |                      |
| 2006-2007  | Chiefs de Johnstown          | ECHL       | 1   | 0                | 0                | 0                | 2                | -                | - | -                    | -                    | -                    |                      |                      |
| 2007-2008  | Admirals de Norfolk          | LAH        | 66  | 3                | 4                | 7                | 194              | -                | - | -                    | -                    | -                    |                      |                      |
| 2007-2008  | Sea Wolves du Mississippi    | ECHL       | 2   | 0                | 0                | 0                | 6                | -                | - | -                    | -                    | -                    |                      |                      |
| 2008-2009  | Admirals de Norfolk          | LAH        | 57  | 5                | 7                | 12               | 221              | -                | - | -                    | -                    | -                    |                      |                      |
| 2008-2009  | Marlies de Toronto           | LAH        | 13  | 2                | 1                | 3                | 54               | 6                | 0 | 0                    | 0                    | 4                    |                      |                      |
| 2009-2010  | Maple Leafs de Toronto       | LNH        | 15  | 1                | 1                | 2                | 67               | -                | - | -                    | -                    | -                    |                      |                      |
| 2009-2010  | Marlies de Toronto           | LAH        | 46  | 1                | 2                | 3                | 172              | -                | - | -                    | -                    | -                    |                      |                      |
| 2010-2011  | Marlies de Toronto           | LAH        | 32  | 7                | 6                | 13               | 114              | -                | - | -                    | -                    | -                    |                      |                      |
| 2010-2011  | Maple Leafs de Toronto       | LNH        | 26  | 1                | 2                | 3                | 71               | -                | - | -                    | -                    | -                    |                      |                      |
| 2011-2012  | Maple Leafs de Toronto       | LNH        | 31  | 0                | 0                | 0                | 60               | -                | - | -                    | -                    | -                    |                      |                      |
| 2011-2012  | Marlies de Toronto           | LAH        | 4   | 0                | 0                | 0                | 20               | 13               | 0 | 0                    | 0                    | 44                   |                      |                      |
| 2012-2013  | Admirals de Norfolk          | LAH        | 32  | 4                | 4                | 8                | 90               | -                | - | -                    | -                    | -                    |                      |                      |
| 2012-2013  | Flyers de Philadelphie       | LNH        | 11  | 1                | 0                | 1                | 64               | -                | - | -                    | -                    | -                    |                      |                      |
| 2013-2014  | Flyers de Philadelphie       | LNH        | 34  | 2                | 0                | 2                | 90               | -                | - | -                    | -                    | -                    |                      |                      |
| 2014-2015  | Phantoms de Lehigh Valley    | LAH        | 65  | 5                | 7                | 12               | 219              | -                | - | -                    | -                    | -                    |                      |                      |
| 2015-2016  | Phantoms de Lehigh Valley    | LAH        | 23  | 1                | 2                | 3                | 33               | -                | - | -                    | -                    | -                    |                      |                      |
| 2016-2017  | Braehead Clan                | EIHL       | 40  | 4                | 18               | 22               | 176              | 2                | 0 | 0                    | 0                    | 8                    |                      |                      |
| 2017-2018  | Manchester Storm             | EIHL       | 42  | 6                | 11               | 17               | 186              | 2                | 0 | 0                    | 0                    | 2                    |                      |                      |
| Totaux LNH | Totaux LNH                   | Totaux LNH | 117 | 5                | 3                | 8                | 352              | -                | - | -                    | -                    | -                    |                      |                      |